# Inscription sur les listes électorales en France
Environ 45 millions de Français étaient inscrits sur les listes électorales lors de l'Élection présidentielle française de 2007, soit 1,8 million d'inscrits de plus qu'en 2006, selon les résultats officiels sur le site du ministère de l'intérieur.

## Inscrits, non-inscrits et mal-inscrits
D’après une étude publiée par l’INSEE en février 2020, sur le territoire national, 94 % des Français en âge de voter sont inscrits sur une liste – un chiffre très proche en déclaratif dans notre sondage[Lequel ?] : 91%. Ces 9% de non-inscrits représentent en volume plus de 4,5 millions de Français qui ne sont pas ou ne pensent pas être inscrits sur les listes électorales.  D’après une étude de l'institut de sondage BVA 50% de ces non-inscrits ont moins de 35 ans.
Dans la Revue française de science politique, Céline Braconnier et al.  estiment qu'il y a environ 6,5 millions de mal-inscrits sur les listes électorales en 2012.

## Où s'inscrire?
La mairie de sa commune. Les heures d'ouverture doivent être accessibles sur Internet[réf. nécessaire].

## Droit et devoir d'inscription
Le vote n'est pas obligatoire en France contrairement à d'autres pays. L'inscription sur les listes, en revanche, est bien obligatoire (article L9 du Code électoral), mais son omission n'est pas sanctionnée.
Depuis une loi adoptée en 1997 à l'initiative de Lionel Jospin, elle est automatique à 18 ans pour les jeunes ayant effectué leur recensement citoyen.

## Conditions nécessaires
- être majeur
- de nationalité française
- jouir de ses droits civils

## Date limite
Jusqu'en 2020 les citoyens pouvait s'inscrire jusqu'au dernier jour ouvrable de décembre, pour voter l'année suivante. Pour réduire le phénomène de non-inscription en 2016 le parlement a modifié les dates d'inscription. Ainsi, avec la loi n° 2016-1048 le temps pour s'inscrire sur les listes électorales avant les prochaines échéances a été réduit. La nouvelle date butoir d'inscription a été fixée au sixième vendredi avant le scrutin.

## Commune où l'on peut s'inscrire
Il faut justifier d'une attache avec la commune : 
- soit y être domicilié
- soit y résider depuis six mois au moins de façon continue et effective
- soit y payer depuis cinq ans au moins la taxe foncière, la taxe d'habitation ou la taxe professionnelle[7].

## Inscription à distance, par Internet
Elle fait partie des démarches administratives en ligne accessibles en s'inscrivant sur le site Mon.service-public.fr, tout comme le changement d'adresse, la déclaration de décès ou de perte de passeport.
Il est par ailleurs possible de s'inscrire sur les listes électorales en téléchargeant un formulaire sur le site du ministère de l'intérieur.